# Єрзуново (Ленінградська область)
Єрзуно́во (рос. Ерзуново) — село в Тосненському районі Ленінградської області, Росія.